# Platylepas decorata
Platylepas decorata is een zeepokkensoort uit de familie van de Platylepadidae. De wetenschappelijke naam van de soort is voor het eerst geldig gepubliceerd in 1854 door Darwin.